# میل‌تعادل

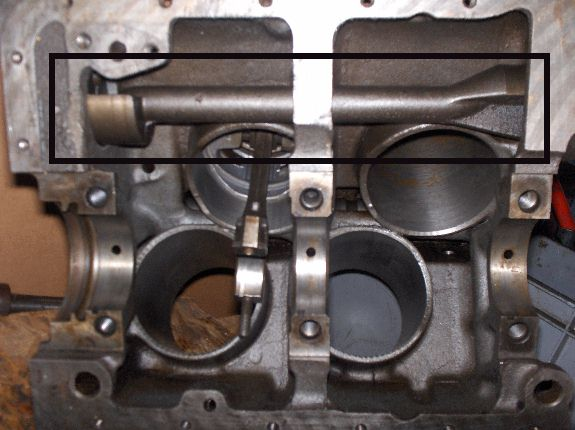
میل تعادل (در چهارگوش مشکی)

در موتور رفت و برگشتی میل‌تعادل (به انگلیسی: Balance shaft)، میله‌ای چرخان با توزیع نامتقارن جرمی بوده که به خاطر نیروی گریز از مرکز و غیر بالانس بودن باعث ارتعاش خود خواسته با اختلاف فاز  نسبت به ارتعاش میل لنگ میشود که این امر باعث میرایی ارتعاشات موتورهایی که در آنها سامانهٔ لرزه‌گیر موتور وجود ندارد می گردد. میل تعادل موتور، نیروی دوران خود را از طریق چرخ دنده درگیر با چرخ دنده سر میل لنگ میگیرد هنگام تعمیرات این گونه موتورها باید دقت لازمه در تایمینگ چرخ دنده سر میل تعادل صورت گیرد در غیر اینصورت نه تنها مفید نخواهد شد بلکه باعث تشدید و ارتعاش زیاد بدنه موتور خواهد شد.
این سامانه توسط یک سازنده بریتانیایی به نام (به انگلیسی: Frederick W. Lanchester) در سال ۱۹۰۴ ساخته شد.